# 横手山・渋峠スキー場
横手山・渋峠スキー場（よこてやま・しぶとうげスキーじょう）は、長野県下高井郡山ノ内町および群馬県吾妻郡中之条町に跨り存在するスキー場である。

## 概要
本スキー場は、志賀高原で2番目の高峰である横手山の頂上(標高2,307 m)付近から続く斜面を利用したスキー場である。志賀高原一帯に広がるスキーエリア志賀高原スキー場の最も南側に位置し、索道が常設されているスキー場としては日本で最も標高の高いスキー場である。このような恵まれた立地環境から、例年11月中旬から下旬乃至翌年の5月下旬から6月上旬の約6か月間に及ぶ営業期間の長さを誇る。
ゲレンデは、横手山頂上付近を頂点として北西麓斜面に広がる横手山エリアと南東斜面に広がる渋峠エリアの2つに分かれており、各エリアは一般的にそれぞれ横手山スキー場、渋峠スキー場と呼ばれている。

主要なコースは10本で、急斜面を擁するコースにおいては斜度の緩い迂回コースが別途整備されている。コースに沿うように8路線の索道が配置され、繰り返し滑走を楽しむことができる。

横手山スキー場(横手山エリア)は、スキー場上部において本スキー場最大斜度を擁する上級者コースとこれを迂回する中級者コースがあり、中盤において冬季閉鎖される国道を利用したつづら折りの初級者コースが別途整備されている。スキー場下部においてこれらのコースが一つに合流して緩やかで横幅が十分に確保された広いゲレンデとなってベース基地のある最低標高地点まで続いている。一方、渋峠スキー場は、横手山山頂から渋峠に至る3つのコースが整備され、それぞれ適度な中斜面を擁している。渋峠スキー場には、かつて山頂から渋峠に至るコースが5本あり、各コース名称の頭文字を左(シンプルコース)から右(ゲミュートコース)の順に読むと「シブトウゲ」となる。

山頂付近からは志賀高原全体の近景と、その奥に長野盆地と北アルプスの大パノラマが展開し、また、浅間山や富士山を同時に望むことができることから、快晴の日の午前中を中心に眺望目当てのスキー客で賑わう。
横手山スキー場と渋峠スキー場との間は、相互に滑走あるいは索道を利用して往来が可能であるが、二つのエリアの結節点となる横手山山頂付近がほぼ平坦な地形であるため、スケーティング走法あるいは徒歩で移動する箇所がある。

近接する熊の湯スキー場からは滑走にて横手山スキー場に滑り込むことができるが、横手山スキー場から熊の湯スキー場へはスキーで滑り込むことはできず、スキー場最下部にてスキー板をはずして徒歩でアクセスする必要がある。

かつて、横手山スキー場下部に隣接する前山スキー場からも横手山スキー場に滑り込むことができたが、2009年以降同スキー場のリフトは冬季運休となっておりコース整備も実施されていない。
横手山スキー場の麓部と中盤付近ならびに渋峠スキー場の麓部には、それぞれ駐車場、リフト券売り場、飲食施設、宿泊施設および救護施設などが整ったベース基地がある。このうち渋峠スキー場麓部の駐車場はアクセス道路が冬季通行止めとなるため春スキーのシーズン以外は利用できない。また、駐車場の収容台数が少ないため、好天の休日は朝早くに駐車場が満車となる場合が多い。
横手山山頂付近は長野・群馬両県の行政界(県境)が横断しており、横手山スキー場のほとんどの区域は長野県域、渋峠スキー場全域と横手山スキー場の山頂部から始まるコースの一部が群馬県域となっている。
| 名称                 | リフト | コース | 標高域[標高差]          | コース配分 | コース配分 | コース配分 |
| 名称                 | リフト | コース | 標高域[標高差]          | 上級       | 中級       | 初級       |
| -------------------- | ------ | ------ | ----------------------- | ---------- | ---------- | ---------- |
| 横手山・渋峠スキー場 | 8路線  | 10本   | 1705 m - 2307 m [600 m] | 30%        | 20%        | 50%        |

リフトの運営主体はS＆T観光開発で、営業期間は11月中・下旬から5月下旬・6月上旬までである。
なお、かつて第4ゲレンデと呼ばれていたエリアは、リフト運営主体がS＆T観光開発以降、海和ゲレンデという名称に変更された。
グリーンシーズンは、スキー場に沿って整備されている国道が観光ルートとして広く認知されおり、ドライブインや駐車場、遊歩道などが整備されていることから、避暑客、観光客、登山者などで賑わう。

## コース・ゲレンデ
| コース         | コース                       | コース                       | 難易度 | 滑走 延長 [m] | 斜度[°] | 斜度[°] | 備考                                                             |
| コース         | コース                       | コース                       | 難易度 | 滑走 延長 [m] | 平均    | 最大    | 備考                                                             |
| -------------- | ---------------------------- | ---------------------------- | ------ | ------------- | ------- | ------- | ---------------------------------------------------------------- |
| 横手山スキー場 | 第1ゲレンデ                  | (正面)                       | 初級   | 1250          | 5       | 7       |                                                                  |
| 横手山スキー場 | 第1ゲレンデ                  | 道路回り                     | 初級   | 1960          | 4       | 6       | 冬季閉鎖中の国道292号線を利用。道路開通(4月下旬)以降は滑走不可。 |
| 横手山スキー場 | 第2ゲレンデ                  | (正面)                       | 初級   | 1993          | 11      | 22      | 志賀高原索道協会による滑走延長は1998m。                          |
| 横手山スキー場 | 第2ゲレンデ                  | 道路回り                     | 初級   | 3787          | 4       | 7       | 冬季閉鎖中の国道292号線を利用。道路開通(4月下旬)以降は滑走不可。 |
| 横手山スキー場 | 第2ゲレンデ                  | (上部連絡路)                 | 初級   | 270           | 13      | 19      | 夏季に稼働するスカイレーター沿い。                               |
| 横手山スキー場 | ジャンボコース               | ジャンボコース               | 上級   | 1020          | 19      | 28      |                                                                  |
| 横手山スキー場 | キングコース                 | キングコース                 | 中級   | 810           | 12      | 21      |                                                                  |
| 横手山スキー場 | 海和ゲレンデ                 | Aコース                      | 中級   | 420           | 13      | 23      | 旧:第4ゲレンデ。                                                 |
| 横手山スキー場 | 海和ゲレンデ                 | Bコース                      | 中級   | 420           | 13      | 24      | 旧:第4ゲレンデ。                                                 |
| 横手山スキー場 | 海和ゲレンデ                 | Cコース                      | 上級   | 350           | 16      | 24      | 旧:第4ゲレンデ。                                                 |
| 横手山スキー場 | 第5ゲレンデ                  | 第5ゲレンデ                  | 初級   | 435           | 8       | 8       | かつては第6ゲレンデとともにクィーンゲレンデと呼ばれていた。      |
| 横手山スキー場 | 第6ゲレンデ                  | 正面                         | 中級   | 615           | 11      | 20      | 志賀高原索道協会による難易度は初級。                             |
| 横手山スキー場 | 第6ゲレンデ                  | 外回り                       | 初級   | 705           | 10      | 18      |                                                                  |
| 渋峠スキー場   | シンプルコース               | シンプルコース               | 初級   | 2000          | 6       | 8       | 横手山山頂の各施設への管理用道路を利用。                         |
| 渋峠スキー場   | ブラインドコース             | ブラインドコース             | 中上級 | 900           | 16      | 23      |                                                                  |
| 渋峠スキー場   | トロピカルコース             | トロピカルコース             | 中級   | 700           | 13      | 23      |                                                                  |
| 渋峠スキー場   | ウェーバーコース             | ウェーバーコース             | 中級   | 800           | 16      | 25      |                                                                  |
| 渋峠スキー場   | ゲミュートコース             | ゲミュートコース             | 中級   | 700           | 15      | 20      |                                                                  |
| 渋峠スキー場   | 横手山第2ゲレンデ連絡コース  | 横手山第2ゲレンデ連絡コース  | 初級   | 1750          | 3       | 4       | 冬季閉鎖中の国道292号線を利用。道路開通(4月下旬)以降は滑走不可。 |
| 渋峠スキー場   | 横手山キングコース連絡コース | 横手山キングコース連絡コース | 中級   | 550           | 5       | 7       |                                                                  |

### 初級者コース
- 第1ゲレンデ
  - 概ね横手山第1スカイペアリフトに沿って整備された横幅の広い直線的なゲレンデ。
  - 平均斜度5度、最大斜度7度という緩斜面が長く続くため、初心者の練習コースとして知られており、スキースクールが各所で開催され、常に林間学校や修学旅行で訪れる小学生から高校生の団体で賑わっている。
- 第2ゲレンデ
  - 横手山第2スカイトリプルリフトの降車場と乗車場とを結ぶ3本のコースのうち真ん中にあるルート。
  - リフトを降車して左に滑り出し、すぐに左に折れてリフトの下をくぐると本コースとなる。折れずに直進すると中上級者コースとなるので初級者は注意を要する。
  - 最大斜度が22度あるため、中級者でも十分に楽しめるが、初級者は確実なボーゲンの技術を要する。
- 第2ゲレンデ道路回り
  - 第2ゲレンデの序盤で最初に右に曲がるカーブを直進すると本コースとなる(国道292号の51号カーブまたは49号カーブ)。
  - 国道292号線を利用したつづら折りのコースで、傾斜は第2ゲレンデよりも緩くかつ安定していることから初心者、初級者に向いている。
  - 9つ目のカーブ(42号カーブ)の手前で熊の湯からの連絡コースが左側から合流してくる。
- 第5ゲレンデ
  - 第6ゲレンデとともに山麓から山頂を結ぶ横手山スキー場のメインゲレンデから枝分かれしたゲレンデで、上部のキングコース(中級者向け)と対比してクイーンゲレンデと呼ばれている。
  - 横手山第5リフトに沿って整備された林間コースで、横手山スキー場の中では比較的閑静なエリアである。
- 第6ゲレンデ外回り
  - 第5ゲレンデの更に上部(奥)に設営されたゲレンデで、横手山第6リフトの終点と起点を結ぶ二つのコースで構成されているうちの北側(リフトから遠い側)のコース。
- シンプルコース
  - 渋峠スキー場にある唯一の初級者コース。
  - 横手山第3ペアリフトを降りて横手山山頂ヒュッテの右脇がコースの起点となる(ヒュッテ左側は横手山キングコース)。
  - 横手山山頂の施設への管理用道路を利用した緩斜面で、本コースの存在すらあまり知られていないことから常に空いている。

### 中級者コース
- キングコース
  - 横手山第3ペアリフトの終点と起点とを結ぶコースの一つ。
  - 横手山山頂から横手山スキー場山麓に向かうジャンボコースの迂回路的性格のコース。
  - コースの序盤はコース幅員が狭くカーブもきついことから、混雑時には各所に人が溜まるため注意が必要。
  - ジャンボコースが分合流するあたりからは、比較的滑りやすいコースになる。
- 海和ゲレンデAコース
  - 横手山第4ペアリフト沿いに整備されたコースの一つ。
  - 志賀高原スキー場の中で最も早くにオープンするゲレンデである。
  - 初級者が入ってくることが少なく、閑静なゲレンデの一つである。
  - スキー場開きの際に、海和俊宏が本コースにてデモンストレーションする。
- 第6ゲレンデ正面
  - クイーンゲレンデの上部にあるコースで、シングルリフト2本を乗り継ぐ必要があることから、比較的空いている。
- ウェーバーコース
  - 渋峠スキー場のメインコース。
  - 快晴の週末になるとかなりの人込みになるが、コース幅が広いため快適なクルージングが楽しめる。
  - スタート地点は渋峠第1ロマンスペアリフトの中間駅となる。
- ゲミュートコース
  - ウェーバーコースを補完するコース。
  - 渋峠の強風と寒さにより雪がコースに付きにくく、スタートから序盤にかけてはトップシーズンでもブッシュとなっている場合があるため、注意を要する。

### 上級者コース
- ジャンボコース
  - 横手山山頂から横手山第2スカイトリプルリフト乗車場に至る標高差475mのコース。
  - 山頂直後でキングコースから左に分かれ最大斜度28度の急斜面となる。
  - 最初の急斜面の最下点にて右に折れて再びキングコースに合流して鋭角に左折するため、合流点では他のスキーヤーとの接触に特に注意を要する。
  - このためコース名称は一つであっても、実体は前半と後半の二つのコースを滑ることになり、500m近い標高差を一気に滑った滑走間は味わいにくい。
  - 後半の斜面は前半のそれよりも緩く、コブがあったりコースがあれている状況でなければ中級者でも楽しむことができる。
- 海和ゲレンデCコース
  - 横手山第4ペアリフト沿いを直線的に滑り降りるコースであり、、迂回するAコースよりもその分斜度はきつくなるがコース幅は広く圧迫感はない。
  - リフトのスキーヤーにテクニックを披露できる環境が整っているものの、いかんせんゲレンデ自体の人気が低く、リフトからの強い視線を感じることはない。

### 廃止されたコース
- 横手山第2ゲレンデ(上部連絡路)
  - 横手山第2スカイトリプルリフトを降りて右に進み横手山第3ペアリフトの乗り場の脇を通り、横手山第2ゲレンデ(道路回り)に合流するコース。
  - 夏季にはスカイレーターが運行されている。
- 横手山第1ゲレンデ(道路回り)
  - 横手山第2ゲレンデ(道路回り)の終点(陽坂)からスキー場最下部まで国道292号線が初級者コースとして整備されていた。
  - 陽坂に日帰り用の駐車場が開放され、シャトルバスが陽坂バス停留所まで運行することになったため廃止となった。
- 横手山第4ゲレンデ(Bコース)
  - Aルートの途中から左に別れ、林間を抜けてCルートに合流するコース。
  - 現在もコースを滑ることはできるが圧雪などの整備はなされていない。
- 渋峠ブラインドコース
  - シンプルコースとウェーバーコースとの間にある林間コース。
  - 圧雪されておらず、立木にクッション等も設えていないため、滑走には要注意。
- 渋峠トロピカルコース
  - ブラインドコースとウェーバーコースとの間にあるコース。
  - 立木やブッシュが少なく、幅広で開放感のあるコースで、現在でも非圧雪の新雪を楽しむことができる。
- 渋峠・横手山第2ゲレンデ連絡コース
  - 渋峠スキー場の最下部(標高2152m)から国道292号線を利用して、横手山第2ゲレンデ(道路回り)に合流するコース
  - 合流点の標高は約2050mであり、標高差100mのクルージングが楽しめた。
  - 国道上部に落石防止シェードが設置され滑走が困難になり廃止された。
- 渋峠・横手山キングコース連絡コース
  - 渋峠スキー場のシンプルコースの序盤に左に分かれるコースで、間伐された尾根の細いルートを150m程滑走すると、キングコースの合流する。
  - 渋峠第1ロマンスリフトの中間駅からも林間に細く間伐されたルートがあり、シンプルコースを横断したら斜め左方向に滑降しないで進むと本連絡コースに合流する。
  - 尾根より右側(北東側)斜面を下ると帰還困難となるため決して入り込んではいけない。
  - 現在も、キングコースを滑り出して最初の左カーブとなる地点で右側斜面に本コースの名残を確認することができる。

### スキーツアー
- 万座ツアー
  - 渋峠ベースから万座温泉スキー場に滑り込むことができる(往路のみ)。
  - 別名「渋峠・万座スカイラインコース」と呼ばれる。
  - 映画「私をスキーに連れてって」において想定されたルートであるが、映画のシーンは本コースで撮影されたものではない。
  - ガイドツアーに申し込むか、単独の場合は渋峠ホテルに入山届を提出すること。
  - かつては、万座温泉スキー場の万座ロープウェイ(現在廃止)の白根展望駅から地蔵峠を超えて渋峠に至るルートが存在した。
- 草津ツアー
  - 渋峠ベースから芳ヶ平を経由して草津温泉スキー場に滑り込むことができる(往路のみ)。
  - ガイドツアーに申し込むか、単独の場合は渋峠ホテルに入山届を提出すること。

## リフト
群馬県に敷設されている渋峠第1ロマンスリフトが関東運輸局の管轄である以外は、全て北陸信越運輸局の管轄下にある。
| リフト名称 | リフト名称         | 距離   | 標高差 | 時間  | 備考 |
| ---------- | ------------------ | ------ | ------ | ----- | --- |
| 横手山     | 横手山第1スカイA線 | 1,122m | 124m   | 9m29s | |
| 横手山     | 横手山第1スカイB線 | 1,122m | 124m   | 9m29s | |
| 横手山     | 横手山第2スカイ    | 1,103m | 281m   | 4m36s | 自動循環式トリプルリフト。                                                                                |
| 横手山     | 横手山第3スカイ    | 409m   | 199m   | 3m25s | |
| 横手山     | 横手山第4ペア      | 359m   | 91m    | 2m56s | |
| 横手山     | 横手山第5          | 391m   | 54m    | 4m09s | |
| 横手山     | 横手山第6          | 616m   | 170m   | 5m42s | |
| 渋峠       | 渋峠第1ロマンス    | 897m   | 140m   | 7m34s | 渋峠スキー場を滑走する場合は中間駅にて下車。                                                              |
| 渋峠       | 渋峠第2            | 671m   | 148m   | 2m48s | 設営時は固定循環式シングルリフト。自動循環式クワッドリフトとなり 名称をフォーイースター渋峠リフトに変更。 |

### 営業期間
本スキー場は標高が他のスキー場よりも高いことから比較的営業期間が長いとされるが、地球温暖化の影響により営業開始日は年々遅くなる傾向にあった。このため2020年に人工降雪機(スノーマシン)を本スキー場に初めて導入し、2020-2021シーズン以降は11月中旬の開業に漕ぎ着けている。例年、横手山スキー場の海和ゲレンデ(旧第4ゲレンデ)にて部分開業し、12月中旬頃には渋峠スキー場とともに全コースが滑走可能になり、翌年5月下旬から6月上旬に渋峠スキー場にて営業を終了する。
| シーズン  | 営業開始日 | 営業終了日 | 備考 |
| --------- | ---------- | ---------- | --- |
| 2022-23年 | 11月9日    | 5月21日    | 渋峠スキー場の営業期間は12月23日乃至5月14日。 |
| 2021-22年 | 11月19日   | 6月3日     | 渋峠スキー場は12月11日から営業開始、横手山スキー場は5月22日を以て営業終了。                                                                      |
| 2020-21年 | 11月14日   | 5月30日    | 渋峠スキー場は12月19日から営業開始、横手山スキー場は5月16日を以て営業終了。                                                                      |
| 2019-20年 | 12月7日    | 6月1日     | 渋峠スキー場は12月28日から営業開始。横手山スキー場は5月24日を以て営業終了。 12月に一時期営業休止期間、4月、5月に緊急事態宣言による休止期間あり。 |
| 2018-19年 | 12月上旬   | 5月27日    | 横手山スキー場は5月26日を以て営業終了。 |
| 1994-95年 | 11月11日   | 6月10日    | |
| 1993-94年 | 11月24日   | 5月14日    | |
| 1992-93年 | 11月24日   | 5月15日    | |
| 1990-91年 | 11月22日   | 5月12日    | |
| 1989-90年 | 11月24日   | 5月19日    | |
| 1988-89年 | 11月18日   | 5月7日     | |

### 運行中路線
- 横手山第1スカイリフトA線・B線
  - 横手山第1ゲレンデの中央に2路線が並行に設営された初心者向けの固定循環式ペアリフト。
  - 横手山スキー場の山麓ベース拠点と中間拠点(陽坂)とを結ぶ、横手山山頂を目指す最初のリフト。
  - A線、B線ともに延長、速度ともかわらないため、中・上級者にとってはおよそ10分間の乗車時間がとても長くやきもきさせられる。
  - とはいえ横手山・渋峠スキー場のすべてのゲレンデ、コースに向かうための最初のリフトであり重要な路線である。
  - 架設時の延長は現在よりも39m長い1,161mで、これは当時の日本国内最長リフトであった[12]。
- 横手山第2スカイリフト
  - 横手山第1スカイリフトの終点から乗り継ぐ自動循環式(デタッチャブル)トリプルリフトで、横手山に向かう二つ目のリフトである。
  - スキーシャトルバスにて終点の陽坂停留所で降りた場合、あるいは、自家用車で陽坂駐車場に停めることができた場合は、第1リフトを使わずに本リフトに乗車できる。
  - 初級者は滑走を楽しむならば、本リフトの降車場が終点となる。
- 横手山第3スカイリフト
  - 横手山山頂に向かう最後のリフト(固定循環式ペアリフト)である。
  - 山頂からの下山は中級者以上の技量が必要なため、初級者は本リフトを使って降りることができる。
  - 天気が良ければ、右に富士山を望むことが可能である。
  - シングルリフトであった1990年代前半までは、板を外して膝に乗せて乗車する必要があった。
  - グリーンシーズンにおいても夏山リフトとして運行している。
- 横手山第4ペアリフト
  - 横手山第1ゲレンデの上部から分岐する海和ゲレンデにかかる固定循環式ペアリフト。
  - 志賀高原で最初に稼働するリフトであり、初滑りの時期に人気が集中するが、ハイシーズンは比較的空いている。
- 横手山第5リフト
  - クイーンゲレンデ下部にある初心者向けシングルリフト。
  - 横手山第1スカイリフトの降車場から400m程滑り降りた地点に乗車場がある。
- 横手山第6リフト
  - クイーンゲレンデ上部にある中級者向けシングルリフト。
  - 横手山第5リフトの降車場から接続している。
- 渋峠第1ロマンスリフト
  - 渋峠唯一のリフトで、中間駅が設置されている。
  - 渋峠スキー場を繰り返し滑る場合は中間駅での降車するのが便利であり、横手山スキー場に戻る場合は終着駅まで乗車する必要がある。
  - 乗車場の位置がゲレンデよりも高い位置にあり、積雪の少ない時期などには初級者が乗車に苦戦する場面も見受けられる。

### 休止・廃止路線
- 渋峠第2リフト
  - 設営時はシングルリフトであった。
  - 廃止される前は自動循環式クワッドリフトとなり名称もフォーイースター渋峠リフトに変更され、渋峠スキー場を滑るには第1リフトよりも利便性が高かった。
  - 乗車場は第1リフトよりも標高が15m低い場所にあり、リフト設営のために渋峠スキー場も拡大された。
  - 現在もゲレンデは残っているが、最下点まで滑り降りると、第1リフト乗車場まで標高15mを登る必要がある。
  - 乗車場および降車場の建家は解体されずに残っているが、支柱は撤去された。

### 料金
2021～2022シーズンの横手山・渋峠スキー場のエリアリフト料金(消費税及び地方消費税込み)は以下の通りである。志賀高原全スキー場共通券は志賀高原スキー場を参照のこと。

| 券種                             | 券種               | 券種               | 大人   | シニア 中高生 | 子供   | 対象期間                                          |
| -------------------------------- | ------------------ | ------------------ | ------ | ------------- | ------ | ------------------------------------------------- |
| 横手山                           | 1回券              | 第3,第4,第5        | 300    | 300           | 150    | 2021年12月18日(土) ～2022年3月31日(木)            |
| 横手山                           | 1回券              | 第6                | 400    | 400           | 200    | 2021年12月18日(土) ～2022年3月31日(木)            |
| 横手山                           | 1回券              | 第1,第2            | 500    | 500           | 250    | 2021年12月18日(土) ～2022年3月31日(木)            |
| 渋峠                             | 1回券              | 第1                | 500    | 500           | 250    | 2021年12月18日(土) ～2022年3月31日(木)            |
| 横手山・渋峠                     | ハイシーズン       | 1日券              | 4,900  | 4,300         | 2,500  | 2021年12月18日(土) ～2022年3月31日(木)            |
| 横手山・渋峠                     | ハイシーズン       | 2日券              | 9,100  | 8,100         | 4,700  | 2021年12月18日(土) ～2022年3月31日(木)            |
| 横手山・渋峠                     | ハイシーズン       | 4時間券            | 4,200  | 4,000         | 2,200  | 2021年12月18日(土) ～2022年3月31日(木)            |
| 横手山・渋峠                     | 初滑り 春スキー    | 1日券              | 4,500  | 4,100         | 2,300  | ～2021年12月17日(金) 2022年4月1日(金)～5月4日(水) |
| 横手山・渋峠                     | 初滑り 春スキー    | 2日券              | 8,700  | 7,700         | 4,300  | ～2021年12月17日(金) 2022年4月1日(金)～5月4日(水) |
| 横手山・渋峠                     | 特別営業期間       | 早朝券             | 2,500  | 2,500         | 2,300  | 2022年5月5日(木)～                                |
| 横手山・渋峠                     | 特別営業期間       | 1日券              | 4,500  | 4,100         | 2,300  | 2022年5月5日(木)～                                |
| 横手山・渋峠                     | 特別営業期間       | 早朝+1日券         | 6,000  | 5,700         | 4,000  | 2022年5月5日(木)～                                |
| 横手山・渋峠                     | 超ロングシーズン券 | 超ロングシーズン券 | 75,000 | 75,000        | 35,000 | 2021年-2022年シーズン                             |
| 横手山・渋峠 熊の湯 スカイベア券 | ハイシーズン       | 1日券              | 5,600  | 4,900         | 2,800  | 2021年12月18日(土) ～2022年3月31日(木)            |
| 横手山・渋峠 熊の湯 スカイベア券 | ハイシーズン       | 2日券              | 10,600 | 9,300         | 5,400  | 2021年12月18日(土) ～2022年3月31日(木)            |
| 横手山・渋峠 熊の湯 スカイベア券 | ハイシーズン       | 3日券              | 15,500 | 13,800        | 7,900  | 2021年12月18日(土) ～2022年3月31日(木)            |
| 横手山・渋峠 熊の湯 スカイベア券 | 春スキー           | 1日券              | 4,800  | 4,400         | 2,400  | 2022年4月1日(金)～5月5日(木)                      |
| 横手山・渋峠 熊の湯 スカイベア券 | 春スキー           | 2日券              | 9,400  | 8,100         | 4,600  | 2022年4月1日(金)～5月5日(木)                      |

## グリーンシーズン

### ドライブ・ツーリング
1965年に県道中野・長野原線(現:国道292号線)が開通し、日本最高のドライブウェイ「志賀草津高原ルート」と命名されて以来、冬季の通行止め期間を除き多くの観光客が自家用車や観光バス等で訪れている。
上信越高原国立公園の風光明媚な道路沿いには、各所に展望用の駐車スペース、ドライブインなどが設けられている。

### ハイキング・トレッキング・登山
- 横手山パノラマコース・・・志賀高原観光協会が紹介する19のトレッキングコースの一つ。のぞきバス停留所からスカイレーター、スカイリフトを乗り継いで、横手山山頂をめざす。帰途は渋峠ロマンスリフトを利用して渋峠バス停留所から無料シャトルバスにてのぞきバス停留所に戻ることができる。逆ルートも可。全長約1.5km、所要時間約1時間(眺望時間を除く。)、標高差約307m。
- 鉢山・横手山登山コース・・・志賀高原観光協会が紹介する19のトレッキングコースの一つ。環境省が指定する上信越自然歩道線のひとつ。前山サマーリフトを利用して、鉢山から横手山を目指す。横手山中腹あたりから眺望がひらけてくる。全長約7km、所要時間約3時間、標高差625m。

## 施設・サービス

### レストラン
飲食施設や休憩施設は、横手山・渋峠両スキー場のベース基地付近や、横手山山頂などに適宜配置されている。
- 横手山スキー場
  - 横手山レストラン「あかり」　硯川にあるベース基地「スキーセンター」内に併設された飲食施設。焼きカレーなど。
  - 横手・山本荘食堂　各施設が集まる陽坂にある旅館の飲食施設を朝と昼には宿泊者以外にも開放している。名物は鍋焼きうどん。
  - ニューヨコ　陽坂にある旅館「ニュー横手」にあるレストラン。伝統レシピのボルシチなど。
  - ホテル・ラ・フォーレ志賀内レストラン　手作り焼きたてパンの種類が豊富。
  - 2307スカイカフェ　国道272号線沿いののぞきにあるカフェ。冬季は閉鎖されるが、夏季は窓からの景色が見事。
  - 横手山ドライブイン　国道272号線沿いののぞきにあるドライブイン。冬季は閉鎖される。
- 横手山山頂付近
  - クランペットカフェ　第3スカイリフトの降車場の2階に併設されたカフェ。眺望が素晴らしい。
  - 山頂のパン屋さん　横手山頂ヒュッテにあるレストラン。日本最高地点のパン屋として有名。パイで包んだきのこスープが人気。
- 渋峠スキー場
  - お食事処「渋峠」　渋峠ホテルに併設されたレストラン。冬季・夏季ともに営業。建物は長野・群馬両県にまたがっている。

### 宿泊施設

#### 硯川
- 営業中
  - 志賀高原ロッジ(旧:志賀高原JR山の家)
  - 硯川ホテル
  - Hotel & Onsen 2307 Shigakogen(旧:志賀喜楽ホテル)
  - ホテルハイツ志賀高原
  - 志賀パレスホテル
  - 志賀高原ホテル一望閣
  - 熊の湯ホテル
  - 志賀リバーサイドホテル
- 廃業・休業中
  - 志賀プリンスホテル(2011年11月7日)
  - 一平荘ホテル
- 企業・団体保養施設
  - 中日新聞 志賀高原中日山荘

#### 陽坂
- 営業中
  - ホテル ラ・フォーレ志賀
  - ニュー横手
  - 横手・山本荘

#### のぞき・渋峠
- 営業中
  - 雲上の宿横手山頂ヒュッテ
  - 県境の宿 渋峠ホテル

### 駐車場
- 熊の湯スキー場駐車場
- ほたる温泉共用駐車場（合わせて約300台）
- 前山サマーリフト駐車場（50台）
- 陽坂駐車場(70台)
- 47号カーブ・48号カーブ間駐車場（約30台）
- 48号カーブ駐車場（数台）
- のぞき駐車場（約100台）
- 展望台
- 渋峠スキー場駐車場
- 渋峠駐車場

### 給油所
渋峠には、以前ENEOSとESSOの給油所が存在したが、現在は廃業している。現在、志賀高原には給油所が存在しない。

### バス停留所
- 横手山第1リフト停留所[13]
- 横手山スキー場停留所[13]
- のぞき停留所[13]
- 渋峠停留所[13]

## 名称
志賀高原観光協会は、横手山スキー場と渋峠スキー場を別々のスキー場としてホームページなどで紹介しており、志賀高原スキー場に存在する索道を有するスキー場の総数を18としている。
志賀高原索道協会は、志賀高原観光協会と同様に、ホームページにて志賀高原スキー場同様にスキー場の総数を18として、横手山スキー場と渋峠スキー場を二つのスキー場として紹介しているが、一部で横手山・渋峠スキー場と表記しており、統一性に欠ける。
国土地理院の地形図では横手山・渋峠スキー場と表現している。
二つのスキー場の索道などを管理するS&T観光開発は運営開始以降積極的に二つのスキー場を一体として横手山・渋峠スキー場としてPRしている。
スキー場利用者は、専ら前者を横手山スキー場、後者を渋峠スキー場と呼称している。

## 最高標高
本スキー場の最高標高については、横手山頂上にある2307mの標高点、横手山頂上に近接する2305mの三角点、国土地理院地形図で示された2300mの等高線等を根拠として様々な記載がホームページや各種スキー場ガイドブック等でなされている。いずれの標高を取り上げようとも「日本で最高標高のスキー場である」という点について疑義はない。
国土地理院が横手山の頂上付近(北緯36度40分07.3902秒、東経138度31分34.0420秒)に設置した二等三角点の標高は2305.03m(国土地理院発行地形図では2305.0mと表記)で、その北西約20mの位置に横手山頂上の標高点2307mの記載があり、周囲約6000㎡の区域が2300mの計曲線で囲われている(以下「エリアA」)。エリアAとは別に、横手山頂上から更に北西約200mの位置に標高2300mの計曲線で囲まれた約9000㎡のエリア(以下「エリアB)があり(2305mの補助曲線の記載なし)、エリアB内に横手山第3スカイリフトの降車場が設けられている。環境庁（当時）と長野県が、リフト降車場の傍らに共同で設置した横手山の案内看板には標高2304.9mの記載を確認でき、その横に新たに設立された案内板には『ようこそ雲の上の世界へ！横手山山頂標高2305m』との記載がある。渋峠スキー場を開設した渋峠横手山山頂観光が林野庁、厚生省(当時)および運輸省(当時)に申告、提出したスキー場開発区域およびスキー場造成のための樹木伐採区域にはエリアAは含まれておらず、現在も横手山頂上付近はスキー場の特定地区界外となっている。一方、エリアBは渋峠スキー場開設前に横手山スキー場として整備されており特定地区界内にある。
各HPやガイドブックの記載例
1. 志賀高原索道協会 : 公式HPにおける本スキー場のデータ欄に最高標高2307mと記載[21]。
2. S&T観光開発 ： 夏を含めた自社が運営する横手山頂上一帯を「2307mオールシーズンリゾート」「2307満天ビューテラス」等と記載しているが、スキー場の最高標高に付いては明言を避けている[1][17]。
3. 昭文社 ： 『スキーマップル’97[全国]』他において最高標高を2300mとし、データ根拠はスキー場運営会社へのアンケート、電話調査および現地調査による[11]とし、解説欄に「長野県と群馬県の県境に位置する横手山(2,305m)を中心に…」と記載している。但し、発行年によっては最高標高を2305mとしているものもある[22]。
4. JTB ： 『スキー場ガイド’88』他において最高標高を2305mとし、解説欄に「横手山(2,305m)の北西斜面に22ヘクタールの規模で開かれたスキー場。」と記載している[7]。

## 歴史
| 1930年 |      | ：     | この頃、横手山スキー場が開設された。 |
| 1937年 |      | ：     | のぞき小屋開設。 |
| 1947年 |      | ：     | 横手山頂上に日本電電公社(現:NTT)の通信基地、無線中継所が設営。 |
| 1951年 | 11月 | ：     | 渋峠に渋峠ヒュッテ(現:渋峠ホテル)開設。目的はスキーツアー客の遭難対策。 |
| 1952年 | 11月 | ：     | 横手山山頂に横手山頂ヒュッテが開業。 |
| 1953年 | 11月 | ：     | 陽坂に茶屋・食堂が開業。 |
| 1956年 | 12月 | ：     | 横手山山頂にテレビ中継所を建設。 |
| 1958年 | 10月 | ：     | 横手山リフト創立。 |
|        | 11月 | ：     | 陽坂の茶屋・食堂が500m程移動して陽坂ヒュッテ(現:ホテル・ラ・フォーレ志賀)として再開業。                                                                                     |
|        | 12月 | ：     | 横手山リフトにより、硯川～陽坂間に横手山第1リフトが開業。延長は当時国内最長の1,161m。                                                                                       |
| 1959年 | 11月 | ：     | 陽坂～のぞき間に横手山第2リフト(1,143m)が開業。 |
| 1963年 | 10月 | ：     | 万座、草津越えツアースキーの最難所とされるのぞき～横手山頂～渋峠間のコースが国設スキー場として整備。                                                                        |
|        | 12月 | ：     | 横手山第3スキーリフト(現:横手山第4リフト)が架設。 |
| 1964年 | 8月  | 1日：  | 長野電鉄は路線バス熊の湯線を硯川～横手山下間3.1km延長運行開始。 |
|        | 12月 | ：     | のぞき～横手山山頂間に横手山第3シングルリフト(384m)を架設。夏山併用運行開始。                                                                                               |
| 1965年 | 6月  | 30日： | 長野電鉄は路線バスを横手山下～のぞき間1.8km延長運行開始。 |
|        | 8月  | ：     | 渋峠ヒュッテと横手山頂ヒュッテはそれぞれ新館を増築。 |
|        |      | 17日： | 志賀高原～草津温泉を結ぶ県道中野長野原線(現:国道292号線)が全面開通。愛称は「志賀草津高原ルート」に決定。翌18日には長野電鉄がのぞき～渋峠間1.9kmの路線バスを延長(9往復/日)。 |
|        |      | ：     | 志賀高原観光開発により横手山のぞきに山頂パノラマ展望台完成。第3リフトをサマーリフトとして運転開始。                                                                         |
|        | 12月 | ：     | 陽坂にニュー横手開業。 |
|        |      | ：     | 渋峠横手山山頂観光が設立され、渋峠リフト(現：渋峠第1ペアリフト)を架設(635m)。夏山併用。                                                                                     |
| 1966年 | 1月  | ：     | 日本初お目見えのポンチョが横手山リフトにより無料配布。 |
|        | 6月  | 20日： | 長野電鉄は路線バスを白根山頂～長野原間28kmを延長して、草津温泉、長野原まで運行を開始。                                                                                      |
|        | 7月  | 1日：  | 渋峠夏山リフト(第1ペアリフト)の運転開始。 |
|        | 10月 | 1日：  | 志賀高原観光開発がのぞきに横手山ドライブインを建設。 |
|        | 11月 | 1日：  | のぞき小屋が増築され、のぞきドライブインに改称。 |
| 1967年 | 8月  | 11日： | 横手山ドライブイン増築。 |
|        | 8月  | 12日： | 横手山リフトはのぞき～山頂行きリフト(第3リフト)乗車場間にスカイレーター(200m、冬季運休)を架設。                                                                             |
|        | 12月 | ：     | 陽坂ヒュッテが新館を増築。 |
| 1970年 | 11月 | ：     | 横手山スキー場コース開設。 |
| 1975年 | 6月  | ：     | 横手山スキー場に第1リフトB線(1,135m)、第2リフトB線(1,147m)を架設。 |
| 1982年 | 10月 | 3日：  | 横手山ドライブインが全面改装して開業。 |
|        | 12月 | ：     | 横手山第4リフトを架け替え。 |
|        |      | ：     | 横手山第5リフト、第6リフトを架設。 |
| 1983年 | 4月  | ：     | 横手山クイーンゲレンデを新設。 |
| 1985年 | 11月 | ：     | 横手山第1リフト、第1リフトB線、第2リフトを、高速リフトの横手山第1スカイペアリフトA線(1,122m)、B線(1,122m)、第2スカイトリプルリフト(1,104m)にそれぞれ架け替え。              |
| 1986年 | 12月 | ：     | 渋峠横手山観光開発は渋峠リフトを渋峠第1ロマンスリフト(850m)に架け替え。 |
| 1991年 | 11月 | ：     | 渋峠第2リフトをフォーイースター渋峠クワッドリフト(704m)に架け替え。横手山第3リフトを横手山第3スカイペアリフト(409m)に架け替え。                                             |
| 1993年 |      | ：     | ニュー横手が新館を増設。 |
| 2013年 | 12月 | 18日： | 横手山第3スカイリフト降車場施設の2階に、日本最高標高に立地するスターバックス横手山山頂店が開業。2014年5月を以て閉店。                                                       |
| 2018年 |      | ：     | のぞきドライブインが2307スカイのぞきに改称。 |
|        | 6月  | 13日： | 渋峠横手山山頂観光を吸収合併した横手山スキー場がスキーブームの終焉による経営悪化により民事再生手続きを申請。同社に替わりS＆T観光開発が運営権を承継。                        |
|        | 7月  | 12日： | 横手山スキー場の民事再生手続きが開始。 |
| 2019年 | 5月  | 1日：  | 0時の時報とともに横手山山頂2307mから花火を打ち上げ総勢40名を超えるスキーヤー、スノーボーダーが、海和俊宏を先頭に令和奉祝の初滑りを敢行。                                    |
|        | 6月  | 10日： | 2307スカイのぞきが2307スカイカフェに改称。 |
|        | 10月 | 18日： | 横手山スキー場の清算結了。 |
| 2020年 |      | ：     | スノーマシン導入。 |